# キノボリトカゲ
キノボリトカゲ（木登蜥蜴・攀樹蜥蜴、学名：Diploderma polygonatum）は、爬虫綱有鱗目アガマ科キノボリトカゲ属に分類されるトカゲ。リュウキュウキノボリトカゲともいう。キノボリトカゲ属の模式種。アガマ科では唯一日本に自然分布する。

## 分布
琉球諸島、台湾に分布する（詳細は「分類」を参照）。

## 形態
少なくとも基亜種は体色を鮮やかな緑から褐色まで変化させることができる。　

## 生態
民家近くで見かけることもある。樹上棲。日陰を好む。危険を感じると螺旋状に木の裏側へ回り込むようにして逃げる。
主にアリを食べるが、樹液に寄ってきたチョウ・ガといった鱗翅目・アブ類などの双翅目、鱗翅目の幼虫、地表にいる甲虫目、セミ類、クモ、ヤモリの幼体なども食べる。捕食者はサキシママダラなどが挙げられる。
繁殖様式は卵生。基亜種は4 - 8月に、1回に1 - 4個の卵を産む。

## 分類
以前は、旧キノボリトカゲ属Japaluraに分類されていた。2018年（論文の発行は2019年だが、2018年にオンライン上で発表）に形態と核DNA・ミトコンドリアDNAの分子系統推定から、旧キノボリトカゲ属を4属（新属Cristidorsa・Diploderma属をシノニムから復活させる・Japalura属・別属Pseudocalotesに含む）に分割する説が提唱された。本種はそのうち、本種を模式種としたキノボリトカゲ属Diplodermaに分類された。
以下の日本産亜種の分類は日本爬虫両棲類学会(2019)に、亜種キグチキノボリトカゲの記載年はReptile Database(2019)に従う。

### オキナワキノボリトカゲ
Diploderma polygonatum polygonatum Hallowell, 1861 
英名：Okinawan tree lizard
和名：オキナワキノボリトカゲ
日本（奄美大島・喜界島などの奄美群島、阿嘉島・沖縄島・久米島・座間味島・津堅島などの沖縄諸島）固有亜種。与論島では絶滅したと考えられている。指宿市、日南市、屋久島に定着
全長オス最大31センチメートル、メス24センチメートル。頭胴長はオス最大9.3センチメートル、メス7.7センチメートル。オスの体色は緑色で、体側面に黄色や淡黄色の帯模様が入る。メスの体色は緑色や淡褐色で、背面に3 - 5本の黒褐色の帯模様が入る。

### ヨナグニキノボリトカゲ
Diploderma polygonatum donan (Ota, 2003) 
英名：Yonaguni tree lizard
和名：ヨナグニキノボリトカゲ
日本（与那国島）固有亜種。タイプ産地は宇良部岳。
全長19.8 - 23.2センチメートル。頭胴長オス5.77 - 7.1センチメートル、メス5.55 - 7.05センチメートル。胴体側面に大型鱗が不規則に並ぶ。胴体背面に4 - 5個の不規則な暗色斑が入る。オスの体色は淡灰色で、体側面に不規則な白色斑が入る。メスの体色は鮮緑色。
亜種小名donanは与那国島での古い方言名に由来する。

### サキシマキノボリトカゲ
Diploderma polygonatum ishigakiensis (Van Denburgh, 1912) 
英名：Sakishima tree lizard
和名：サキシマキノボリトカゲ
日本（石垣島、伊良部島、西表島、小浜島、宮古島など）固有亜種
全長18.8 - 25.8センチメートル。頭胴長オス5 - 6.3センチメートル。胴体の鱗は均一で規則的に並ぶ。体色は褐色で、緑色を帯びる個体もいる。オスは体側面に白い帯模様が入る。メスは背面に3 - 5本の暗色の帯模様が入る。

### キグチキノボリトカゲ
Diploderma polygonatum xanthostomum (Ota, 1991) 
英名：未確認
和名：キグチキノボリトカゲ
台湾北部

## 人間との関係
D. p. polygonatum オキナワキノボリトカゲ
1988年以前から日南市・指宿市、2013年には屋久島で定着しており生態系への影響が懸念されている。
森林伐採・土地造成による生息地の破壊、人為的に移入されたイタチやフイリマングースによる捕食、ペット用の採集などにより生息数は減少している。1990年代まではペット用の乱獲が大きな脅威とされていたが、以前に比べると減少した。
絶滅危惧II類 (VU)（環境省レッドリスト）
D. p. donan ヨナグニキノボリトカゲ
分布が限定的であることに加えて森林伐採による生息地の破壊、人為的に移入されたインドクジャクによる捕食、ペット用の採集などにより生息数は減少している。
絶滅危惧II類 (VU)（環境省レッドリスト）
D. p. ishigakiensis サキシマキノボリトカゲ
森林伐採による生息地の破壊、人為的に移入されたイタチやインドクジャクなどによる影響により生息数は減少している。
準絶滅危惧（NT）（環境省レッドリスト）
ペットとして飼育されることがあり、生息地のみならず日本国内でも流通している。1990年ごろから爬虫類の飼育が流行したときに一時期かなりの数の個体がペットショップで販売されていたが、上記の通り生息数の減少に伴い流通量は減少している。テラリウムで飼育される。樹上棲のため高さがあり、蒸れを防ぐために通気性の確保されたケージで飼育するのが望ましい。枝や観葉植物等を組んで活動場所や隠れ家にする。冬季は暖房のある室内にケージを設置する・ケージのある側面や底面にシート状の遠赤外線ヒーターを張る・光の出ない小型電球などを用いるなどして保温を行う。熱の出る電球を照射する（ホットスポット）と日光浴を行うこともあるが、極度の高温には弱いため扱いには気をつける。あまり強い光は好まないため、照明をつけるなら紫外線照射量を抑えた爬虫類用フルスペクトルライトを1つだけ点灯する。霧吹きで朝晩に湿度を上げる。水容器に水を張って与えても気付かないこともあるため、水容器に水滴を常に落とす・エアーポンプで水面を動かすことにより水容器に気付かせる。餌はコオロギなどを与える。